# Chua-lien
Chua-lien (tradiční znaky: 花蓮; tongyong pinyin: Hualián; hanyu pinyin: Hūalián) je město v Čínské republice, leží ve východní části ostrova Tchaj-wan na pobřeží Tichého oceánu. Ve správním systému Čínské republiky je hlavním městem okresu Chua-lien. Podle údajů z ledna roku 2007 mělo město Chua-lien 109 352 obyvatel. Ve městě se nachází letiště s vojenskou základnou (花蓮機場; IATA: HUN; ICAO: RCYU), které vedle vnitrostátních letů odbavuje také mezinárodní charterové lety. Turisty vyhledávanou lokalitou nedaleko města je Národní park Taroko (太魯閣國家公園).

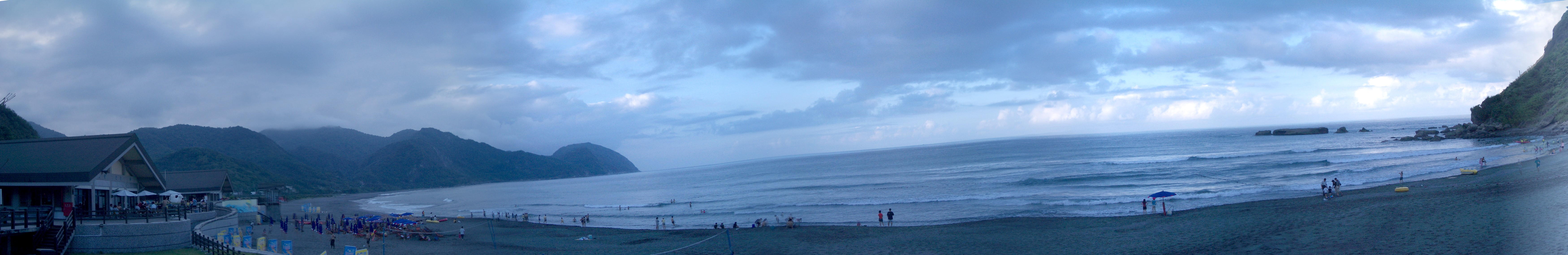
Panoramatická fotografie pláže Ťi-čchi, Chua-lien, Tchaj-wan.

## Historie
První zmínka o místě, kde nyní stojí město Chua-lien, je od španělských kolonizátorů, kteří se zde roku 1622 pokusili dobývat zlato. Stálé osídlení pak bylo založeno až roku 1851 chanskými rolníky, počet obyvatel však dlouhou dobu stagnoval. K mohutnému rozvoji a růstu města došlo až po čínsko-japonské válce a na počátku 20. století.
V únoru 2018 postihlo město zemětřesení o síle 6,4. Tento otřes zde způsobil velké škody a vyžádal si oběti a zraněné.

## Partnerská města
- Ulsan, Jižní Korea (1982)
- Jonaguni, Japonsko (1982)
- Albuquerque, USA (1983)
- Bellevue, USA (1984)
- Oudtshoorn, JAR (1985)